# Greed / Holy Money
Greed / Holy Money – album kompilacyjny amerykańskiego zespołu Swans, wydany w 1992 (tylko na CD) przez K.422 i Young God Records.
Składanka zawiera 15 z 20 utworów wydanych w 1986 na albumach Greed i Holy Money oraz na singlach Time Is Money (Bastard) i A Screw. Muzykę na płycie skomponowali wszyscy członkowie zespołu, teksty napisał Michael Gira.

## Lista utworów
Wersja CD:
| Nr  | Tytuł utworu              | Długość |
| --- | ------------------------- | ------- |
| 1.  | „Time Is Money (Bastard)” | 6:18    |
| 2.  | „Money Is Flesh”          | 4:56    |
| 3.  | „Another You”             | 7:45    |
| 4.  | „Blackmail”               | 4:41    |
| 5.  | „A Screw (Holy Money)”    | 5:03    |
| 6.  | „Fool”                    | 5:50    |
| 7.  | „Stupid Child”            | 5:20    |
| 8.  | „Anything for You”        | 4:21    |
| 9.  | „Nobody”                  | 4:41    |
| 10. | „A Screw”                 | 5:38    |
| 11. | „Heaven”                  | 4:53    |
| 12. | „Coward”                  | 5:07    |
| 13. | „A Hanging”               | 5:46    |
| 14. | „You Need Me”             | 1:21    |
| 15. | „Greed”                   | 6:12    |
|     |                           | 1:17:52 |

- „Time Is Money (Bastard)” pochodzi z singla Time Is Money (Bastard) i wydany był pierwotnie pod nazwą „Time Is Money (Bastard)” (Mix),
- „Money Is Flesh”, „Another You”, „Fool”, „Coward”, „A Hanging” i „You Need Me” pochodzą z albumu Holy Money, „Money Is Flesh” wydany był pierwotnie pod nazwą „Money Is Flesh” (#2), natomiast „Fool” pod nazwą „Fool” (#2),
- „Blackmail”, „A Screw (Holy Money)” i „A Screw” pochodzą z singla A Screw, „A Screw (Holy Money)” wydany był pierwotnie pod nazwą „A Screw”, natomiast „A Screw” pod nazwą „A Screw (Holy Money)” (Mix),
- „Stupid Child”, „Anything for You”, „Nobody”, „Heaven” i „Greed” pochodzą z albumu Greed.

## Twórcy
- Michael Gira – śpiew, gitara basowa, taśmy, sample
- Jarboe – śpiew, instrumenty klawiszowe
- Norman Westberg – gitara elektryczna
- Harry Crosby – gitara basowa
- Algis Kizys – gitara basowa
- Ronaldo Gonzalez – perkusja, fortepian
- Ivan Nahem – perkusja
- Ted Parsons – perkusja

## Reedycje
W 1999 nakładem Thirsty Ear, a w 2005 i 2010 nakładem Some Bizarre album został wydany ponownie jako część dwupłytowej reedycji pod tytułem Cop / Young God / Greed / Holy Money.